# (25316) Comnick
(25316) Comnick est un astéroïde de la ceinture principale.

## Description
(25316) Comnick est un astéroïde de la ceinture principale. Il fut découvert le 10 janvier 1999 à la station Anderson Mesa par le programme de relevé astronomique LONEOS. Il présente une orbite caractérisée par un demi-grand axe de 2,81 UA, une excentricité de 0,18 et une inclinaison de 17,3° par rapport à l'écliptique.